# Misiones (departement)
Misiones is een departement van Paraguay. Het heeft een oppervlakte van 9556 km² en 118.798 inwoners (2012); voor 2016 is de prognose 121.985 inwoners. De hoofdstad is San Juan Bautista.

## Bestuurlijke indeling
Het departement is verdeeld in tien districten.
| Nr. | District          | Inwoners | Oppervlakte |
| --- | ----------------- | -------- | ----------- |
| 1   | Ayolas            | 23.417   | 1.066 km²   |
| 2   | San Ignacio       | 47.568   | 2.020 km²   |
| 3   | San Juan Bautista | 32.175   | 2.314 km²   |
| 4   | San Miguel        | 7.021    | 546 km²     |
| 5   | San Patricio      | 6.123    | 208 km²     |
| 6   | Santa María       | 14.237   | 520 km²     |
| 7   | Santa Rosa        | 25.648   | 1.014 km²   |
| 8   | Santiago          | 8.123    | 754 km²     |
| 9   | Villa Florida     | 5.023    | 208 km²     |
| 10  | Yabebyry          | 4.238    | 988 km²     |